# ExpressVPN
ExpressVPNは、 英領ヴァージン諸島の企業Express VPN International Ltd. が提供するバーチャルプライベートネットワーク(VPN)サービス。 このソフトウェアは、ユーザーのWebトラフィックを暗号化しIPアドレスをマスクするプライバシーおよびセキュリティツールとして、販売されている。    

## 特徴
ExpressVPNは、Windows/macOS/iOS/Android/Linux/ルーター用にアプリケーションを提供している。アプリケーションは、4096-bit CA、AES-256-CBC暗号化、およびTLSv1.2使用してトラフィックを保護する。利用できるVPNプロトコルには、Lightway、OpenVPN (TCP/UDPを使用)、 SSTP, L2TP/IPSec、 PPTPが含まれる。 Lightwayは、ExpressVPNにより開発されたプロトコルである。
ソフトウェアには、VPNに対応していないデバイスにVPN機能を追加するためのMediaStreamerと呼ばれるスマートDNS機能や、ゲーム機などの非対応機器をバイパスしてルーターにVPNを設定できるルーターアプリも搭載されている。
ExpressVPNは、データ保持法がなく、イギリスとは別の法的管轄権を有する、プライバシーに配慮したイギリス領ヴァージン諸島に法人を設立している。
ExpressVPNの親会社は、ワイヤレスから有線でのインターネット接続に切り替えるときなど、VPN使用中に利用しているVPNプロバイダがネットワークトラフィックやDNS、実際のIPアドレスを漏洩させていないか診断する漏洩テストツールも開発している。

### サーバー
2021年8月時点で、ExpressVPNの3,000のサーバーネットワークは、は94ヶ国で160のVPNサーバーロケーションをカバーしている。ただし、このうち一部は仮想サーバーと呼ばれ、IPアドレスが特定の国のものとして認識されても、物理的にその位置にサーバーが置かれているわけではない。
2019年4月、ExpressVPNは、同社のVPNサーバーはハードドライブ上ではなく揮発性メモリ（RAM）上で単独で実行されていることを発表した。このようなサーバーセキュリティ設定は、VPN業界では初めての例で、TrustedServerと呼ばれている。

### Lightwayプロトコル
LightwayはExpressVPNのオープンソースVPNプロトコルである。WireGuardプロトコルに似ているが、wolfSSL暗号化を使用し、ルーターやスマートフォンなどの埋め込みデバイスのスピードを向上する。
LightwayはOSのカーネル内では動作しないが、監査をサポートするために軽量化されている。OpenVPNの2倍の速度と言われ、TCPとUDPをサポートしている。

## 歴史
ExpressVPNの親会社であるExpress VPN International Ltdは、シリアルアントレプレナーであり、Wharton Schoolの卒業生でもあるPeter BurchhardtとDan Pomerantzの二人によって2009年に創業された。親会社がExpressVPNとしてビジネスを展開している。
2017年12月, ExpressVPNは、「Privacy Research Lab」プロジェクトを発表。このプロジェクトには、GitHubで公開されているオープンソースのテストツールが含まれており、VPN接続中にトラフィック、DNS、実際のIPアドレスが漏れているかどうかを確認することができる 。
2019年12月、ExpressVPNは消費者のオンラインセーフティに関する提言団体であるVPN Trust Initiativeの創設メンバーになった。
2020年5月, 同社は、ExpressVPN用に開発した、接続速度の向上と消費電力の削減を目的とするLightwayと呼ばれる新プロトコルを発表。10月には、Yale Privacy Labの創設者であるSean O'BrienがExpressVPN Digital Security Labに加わり、プライバシーとサイバーセキュリティの分野で独自の研究を行っている。
2021年9月13日、 ExpressVPNは、Private Internet Access、CyberGhost、ZenMateの3つのVPNサービスを運営する、ロンドン証券取引所に上場しているデジタルプライバシーおよびセキュリティ企業である、Kape Technologiesによって買収されたと報じられた。買収当時、ExpressVPNのユーザー数は300万人を超えていたと報じられている。2021年9月、ExpressVPNは既存のKapeブランドとは別サービスとして存続することを発表している。

### 検閲
2017年7月、ExpressVPNは公開書簡にてAppleが全VPNアプリを中国のApp Storeから削除したことを発表し、『ニューヨーク・タイムズ』などのマスメディアにて報道された。Appleは米国上院議員からの質問に対し、中国政府の要請により、中国のApp Storeから674個のVPNアプリを削除したと述べた。 

### アンドレイ・カルロフの暗殺
2017年12月、 ロシアのトルコ大使であったアンドレイ・カルロフ暗殺事件の捜査に関連し、「容疑者のGmail/Facebookアカウントから暗殺についての情報を削除するために使用された」  として、トルコによってExpressVPNサービスの所有するサーバーが押収された。しかし、「サーバーには一切のログが記録されていなかった」(同社)とされ、ユーザーのログを保存していないという主張が確認される形となった。  
「VPNのようなセキュリティツールが不正な目的で悪用される可能性があるのは残念ですが、これらは私たちの安全とオンラインでのプライバシーの権利を守るために重要です。 ExpressVPNは、バックドアをインストールしようとする取り組みや、これらの技術を弱体化させる政府の試みに根本的に反対しています。」(同社) 。

## 評価
TorrentFreakは、2015年よりVPNサービス比較企画にてExpressVPNにインタビューを行なっている。 
2016年1月14日、ExpressVPNは元Google情報セキュリティエンジニアのMarc Bevandによって、脆弱な暗号化技術を使用していると非難された。中国のグレート・ファイアウォールのテストを行った際、接続を暗号化するために1024ビットのRSAキーのみが使用されていることを発見したという。Marc Bevandは、ExpressVPNを「中国のトップ3のVPNサービスの1つ」と説明し、中国政府がRSAキーを解読してユーザをスパイする可能性があると主張した。1月25日、ExpressVPNはCA証明書の強化を行うと発表し、2月15日にはBevandが、4096ビットのRSAキーに切り替わったとする報告を行った。
2017年5月のPCMag UK編集者Max Eddyによる評価によると、5点満点のうち4点を獲得した。
2017年10月、 TechRadarは「高度なクライアント、十分な数のロケーションと信頼できるパフォーマンスを備えたサービス」と評価し、5つ星中の4つ星をつけた。
2017年9月、PC Worldは「会社を運営する人物の秘密」について批判しながらも、使いやすいソフトウェアであるとして、5点満点中3点と評価した。
2018年5月、Comparitechは11種類のVPNサービスにてExpressVPNが開発したツールによる脆弱性テストを行い、ExpressVPN以外の全サービスで脆弱性があると報告した。これに対し、ExpressVPNは"ツールの公開前にExpressVPNに対してテストを実行し、パッチを適用した"と発表した。
2019年7月のVPNSelectorによる評価によると、5つ星のうち4.5つ星を獲得し、VPNサービスの中で1位となった。